# Pengze
Pengze, tidigare romaniserat Pengtseh, är ett härad som lyder under Jiujiangs stad på prefekturnivå i Jiangxi-provinsen i sydöstra Kina.
Häradet är mest känt för att den kinesiske poeten Tao Yuanming var häradshövding där mellan 392 och 406.